# Copa de la Liga
Copa de la Liga (Cupa Ligii în spaniolă) a fost o competiție fotbalistică din Spania, creată în 1982. 
Din cauza constrângerilor de timp, a saturării și a presiunii cluburilor, competiția a existat doar patru ani, fiind desființată în 1986. Câștigând trofeul, două cluburi spaniole au realizat duble unice: FC Barcelona cu Copa del Rey (1983) și Real Madrid cu Cupa UEFA (1985). Prin coincidență, în toate patru finale, echipa care a jucat manșa secundă acasă, a câștigat trofeul.

## Format
Cupa Ligii a fost o competiție tipică eliminatorie, pe format de cupă. Toate confruntările din toate etapele se jucau în două manșe, acasă și în deplasare, inclusiv finala. 
Dacă după cea de-a doua manșă scorul general era egal, se jucau prelungiri. Dacă scorul rămâne a fi egal, urma o serie de lovituri de departajare pentru a determina câștigătoarea. Spre deosebire de Copa del Rey, aici regula golului din deplasare nu se aplica.

## Campioni
| Sezon   | Echipa gazdă în prima manșă | Echipa gazdă în manșa secundă | Scorul din prima manșă | Scorul din manșa secundă | Rezultat (general) |
| ------- | --------------------------- | ----------------------------- | ---------------------- | ------------------------ | ------------------ |
| 1982–83 | Real Madrid                 | Barcelona                     | 2–2                    | 1–2                      | 3–4                |
| 1983–84 | Atlético Madrid             | Valladolid                    | 0–0                    | 0–3                      | 0–3                |
| 1984–85 | Atlético Madrid             | Real Madrid                   | 3–2                    | 0–2                      | 3–4                |
| 1985–86 | Betis                       | Barcelona                     | 1–0                    | 0–2                      | 1–2                |